# 顏成坤大宅
顏成坤大宅是香港中華巴士創辦人顏成坤的大宅，位於香港島灣仔堅尼地道64號，建於1930年代。2010年被古物及古蹟辦事處列為香港三級歷史建築。
整個發展的地盤面積達27,986方呎，以地積比率五倍發展，可建樓面面積約139,932方呎。業主已申請將大宅原址改建成最高120米的商住大廈，並已獲城市規劃委員會批准，但業主暫時未有申請將大宅清拆。